# Rudolf Bulandr
Divizní generál Rudolf Bulandr (13. listopadu 1896 Kobylníky – 15. května 1967 Praha) byl československý legionář, generál, příslušník československé zahraniční armády a politický vězeň komunistického režimu.

## Život

### Před první světovou válkou
Rudolf Bulandr se narodil 13. listopadu 1896 v Kobylníkách na Slánsku. Mezi lety 1911 a 1915 studoval na obchodní akademii v Karlíně. 

### První světová válka
Když Rudolf Bulandr ukončoval vzdělání, zuřila už první světová válka. Ještě v roce 1915 byl povolán do c. a k. armády, v Ostřihomi absolvoval školu pro důstojníky v záloze a v srpnu 1916 byl odvelen na italskou frontu. Zde nejprve velel četě, v říjnu 1917 se stal zástupcem velitele roty, v únoru 1918 pak jejím velitelem. Dne 18. června 1918 padl na Piavě do zajetí. Již o necelý měsíc později vstoupil do československých dobrovolnických jednotek v Itálii, ve kterých se stal velitelem kulometné roty. Do Československa se vrátil v závěru roku 1918 v hodnosti nadporučíka.

### Mezi světovými válkami
Rudolf Bulandr pokračoval po návratu z legií v armádní službě. V březnu 1919 byl odeslán bojovat proti Maďarům, v dubnu téhož roku byl převelen na jižní Moravu k zajištění hranic v tomto prostoru. Od roku 1920 sloužil jako velitel kulometné roty v Plzni, od roku 1922 v Klatovech. Průběžně si zvyšoval kvalifikaci, mezi lety 1926 a 1928 studoval na Vysoké škole válečné v Paříži. Po návratu byl zařazen do skupiny důstojníků generálního štábu a do roku 1930 sloužil na štábní funkci v Olomouci. Dne 15. dubna 1930 byl povolán k hlavnímu štábu do Prahy. V roce 1937 byl pověřen funkcí vojenského atašé v Bulharsku, v roce 1938 pak v Rumunsku. Do Prahy se vrátil v dubnu 1939.

### Druhá světová válka
Rudolf Bulandr byl nucen zůstat v protektorátu do konce ledna 1940, kdy se mu podařilo jej opět opustit. V únoru téhož roku byl ustanoven styčným důstojníkem československé zahraniční armády v Sofii, v říjnu téhož roku se stal členem skupiny vojenských zpravodajů v Istanbulu. Od listopadu působil na Středním východě jako zástupce a později velitel Československého výcvikového střediska, k 28. září 1942 byl jmenován styčným důstojníkem u Hlavního velitelství spojeneckých sil na Středním východě v Káhiře, o rok později pak vojenským atašé u francouzské prozatímní vlády v Alžíru a souběžně styčným důstojníkem u Hlavního velitelství spojeneckých sil v severní Africe. V říjnu 1944 se společně s francouzskou vládou přesunul do Paříže, kde setrval až do prosince 1945. Dosáhl hodnosti plukovníka.

### Po druhé světové válce
Od února 1946 působil Rudolf Bulandr na Ministerstvu národní obrany, od května téhož roku pak jako náčelník štábu Vojenského okruhu 3 v Brně. V prosinci 1947 dosáhl generálské hodnosti. Vrcholem jeho vojenské kariéry byl post přednosty vojenské kanceláře prezidenta republiky resp. zástupce náčelníka Hlavního štábu, kam byl ustanoven 1. července 1948 resp. 1. září 1948 a dosažení hodnosti divizního generála. K 1. únoru 1951 byl z politických důvodů propuštěn z armády. Dne 16. dubna 1953 odsouzen k šestnácti letům odnětí svobody a uvězněn v Ilavě. V roce 1958 byl rozsudek znovu přezkoumán a Rudolf Bulandr propuštěn. Rehabilitován byl až v roce 1991.

## Rodina
Rudolf Bulandr se oženil s Marií Musilovou. V roce 1922 se manželům narodil a dcera Věra a v roce 1930 syn Jiří Přemysl.

## Vyznamenání
- Medaglia de la Fatiche di Guerra
- Československá medaile Vítězství
- 1931 Československý válečný kříž 1914–1918
- 1935 Řád rumunské koruny
- Řád bílého orla IV. třídy
- Řád jugoslávské koruny IV. třídy
- Řád čestné legie V. a IV. třídy
- 1940 Croix de guerre
- Hvězda 1939–1945
- Africká hvězda
- Československý válečný kříž 1939
- 1947 Řád bratrství a jednoty I. třídy